# Kisangani
Kisangani je glavni grad provincije Tshopo u Demokratskoj Republici Kongo. Leži u tropskoj šumi, na mjestu gdje se spajaju rijeke Kongo, Tshopo i Lindi. Ime grada u vrijeme Belgijskog Konga bilo je Stanleyville (ili Stanleystad na nizozemskom), prema osnivaču grada, velškom istraživaču Henryju Mortonu Stanleyu. Današnji naziv Kisangani dolazi iz svahilija, dok se u lingala jeziku naziva Singitini ili Singatini. Oba naziva mogu se prevesti kao "Grad na otoku". U gradu se govore svahili, lingala i francuski, s tim da je ovaj posljednji ujedno i službeni jezik.
Kisangani je najdalja luka uzvodno na Kongu i stoga ima izuzetan značaj kao trgovački centar cijele regije. Uz Kinshasu i Lubumbashi, najzačajnije je gospodarsko središte zemlje.
Jedno je vrijeme u gradu živio Patrice Lumumba, borac za neovisnost i prvi premijer DR Kongo.
Prema popisu iz 2004. godine, Kisangani je imao 682.599 stanovnika, čime je bio peti grad po brojnosti u državi.

## Vanjske poveznice
- Službena stranica (fr.)
- Stanleyville.be (fr.)
- Cinqchantiers-rdc.com  Arhivirana inačica izvorne stranice od 29. ožujka 2010. (Wayback Machine) (fr.)(engl.)
- Kisangani.be (nizoz.)(fr.)(engl.)

### Ostali projekti
|  | Zajednički poslužitelj ima još gradiva o temi Kisangani |